# Bruck an der Leitha
Bruck an der Leitha (ungarisch Lajtabruck, slowakisch und tschechisch Most nad Litavou) ist eine österreichische Stadt mit 8687 Einwohnern (Stand 1. Jänner 2025) an der Leitha im Bezirk Bruck an der Leitha in Niederösterreich. Bruck an der Leitha ist gleichzeitig Sitz der Bezirkshauptmannschaft des gleichnamigen Bezirkes.

## Geografie

### Geografische Lage
Bruck an der Leitha liegt am Fluss Leitha, am Rande des Leithagebirges, nur wenige Kilometer nördlich des Neusiedler Sees und an der Landesgrenze zum Burgenland und in der Nähe von Wien.
Die Gemeinde hat eine Fläche von 23,69 Quadratkilometer. Davon sind 68 Prozent landwirtschaftliche Nutzfläche, 8 Prozent sind Gärten und 4 Prozent bewaldet.

### Gemeindegliederung
| Katastralgemeinden                                                               | Ortschaften in der Gemeinde                                               |
| -------------------------------------------------------------------------------- | ------------------------------------------------------------------------- |
| Bruck an der Leitha (14,86 km²) Prugg Schloß (0,72 km²) Wilfleinsdorf (8,11 km²) | Bruck an der Leitha (St) · Wilfleinsdorf (D) Wilfleinsdorf-Bahnhof (Sdlg) |
| Legende                                                                          |                                                                           |

| In der Spalte Katastralgemeinden sind sämtliche Katastralgemeinden einer Gemeinde angeführt. In der Klammer ist die jeweilige Fläche in km² angegeben. |
| In der Spalte Ortschaften sind sämtliche von der Statistik Austria erfassten Siedlungen, die auch eine eigene Ortschaftskennziffer aufweisen, angeführt. In der Hierarchieebene derselben Spalte, rechts eingerückt, werden nur Ansiedlungen, die mindestens aus mehreren Häusern bestehen, dargestellt. Die wichtigsten der verwendeten Abkürzungen sind: - M = Hauptort der Gemeinde - Stt = Stadtteil - R = Rotte - W = Weiler - D = Dorf - ZH = Zerstreute Häuser - Sdlg = Siedlung - Hgr = Häusergruppe - E = Einzelgehöft (nur wenn sie eine eigene Ortschaftskennziffer haben) Die komplette Liste der Statistik Austria ist in: Topographische Siedlungskennzeichnung nach STAT Zu beachten ist, dass manche Orte unterschiedliche Schreibweisen haben können. So können sich Katastralgemeinden anders schreiben als gleichnamige Ortschaften bzw. Gemeinden. Quelle: Statistik Austria – Liste für Niederösterreich (PDF) |

Das Gemeindegebiet umfasst zwei Ortschaften (Einwohner Stand 1. Jänner 2025):
- Bruck an der Leitha (7537)
- Wilfleinsdorf (1150)

### Eingemeindungen
1971 wurde Wilfleinsdorf eingemeindet.

### Nachbargemeinden
| Trautmannsdorf an der Leitha | Göttlesbrunn-Arbesthal Höflein              | Rohrau                               |
| Trautmannsdorf an der Leitha | Kompassrose, die auf Nachbargemeinden zeigt |                                      |
| Sommerein ∗                  | Bruckneudorf (Bez. Neusiedl a.S., Bgld.)    | Parndorf (Bez. Neusiedl a.S., Bgld.) |

∗ Sommerein grenzt auf ca. 100 m an

## Geschichte

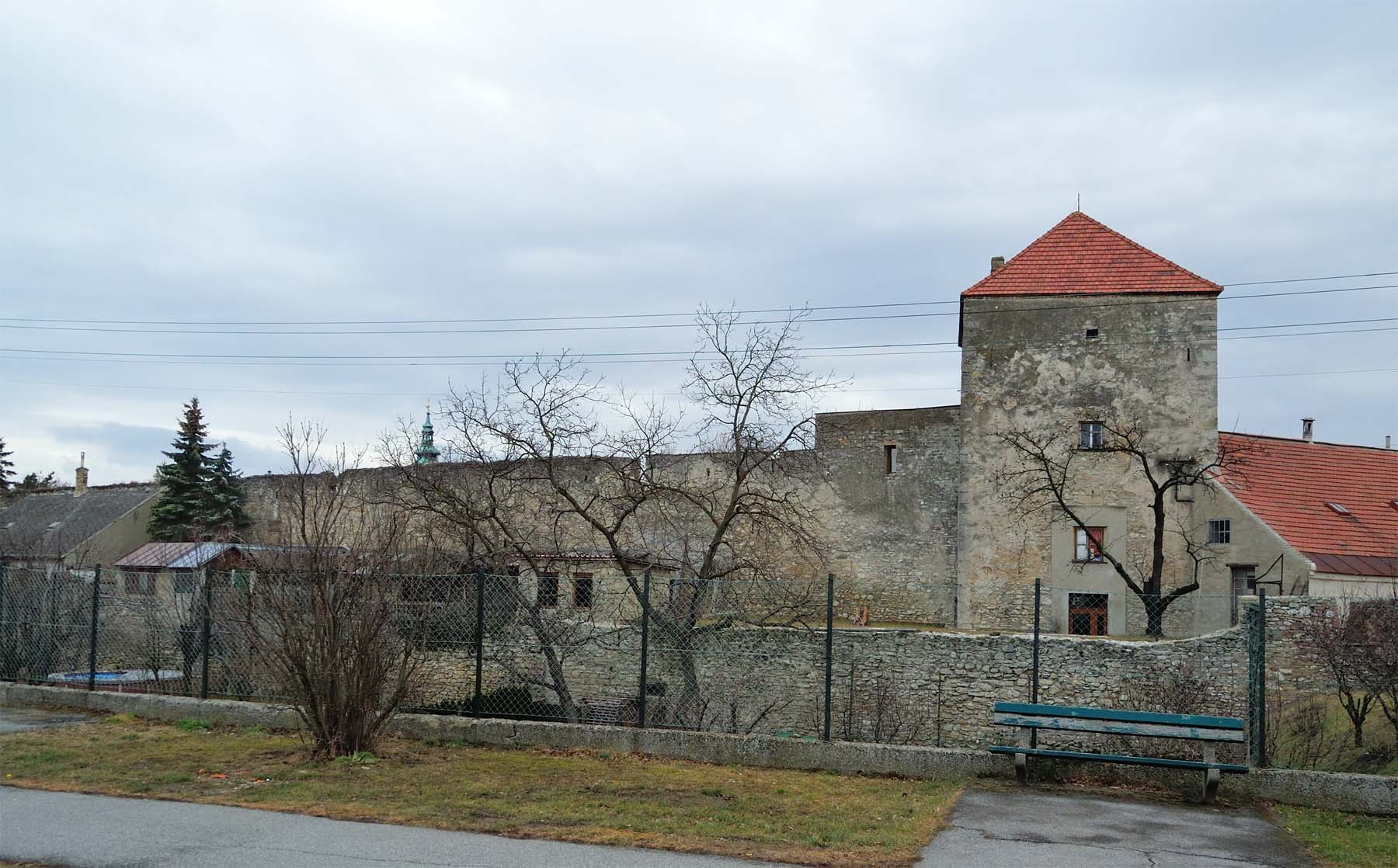
Stadtbefestigung Bruck an der Leitha

### Mittelalter
Um 800 konnte Karl der Große den Großteil der Awaren aus dem heutigen östlichen Niederösterreich weitgehend vertreiben. Dadurch wurde das Gebiet von fränkischen und bairischen Auswanderern besiedelt. Zu dieser Zeit entstanden erste Siedlungen in der heutigen „Altstadt“. 976 wurde Luitpold (Leopold) aus dem Geschlecht der Babenberger mit dieser Mark belehnt. Die Leitha bildete daher schon damals die Grenze zwischen dem damals benannten Ostarrîchi (Österreich) und Ungarn. Unter dem Schutz einer Burg im Norden – welches auf dem heutigen Gebiet von Schloss Prugg steht – vergrößerte sich das Siedlungsgebiet rasch. Im Jahr 1074 wurde Bruck an der Leitha als Ort Aschirichesprucca urkundlich erstmals erwähnt. 1239 (?) wurde der Stadt unter Leopold IV., dem Glorreichen († 1230) das Stadtrecht verliehen. Von 1276 an gewährte König Rudolf I. der Stadt einen festen Anteil aus den Mauteinnahmen.
Zum habsburgischen Herzogtum Österreich gehörend, wurde Bruck im Rahmen der Kriege zwischen dem ungarischen König Matthias Corvinus und Friedrich III. 1484 vom ungarischen Feldherrn István Dávidházy († 1484) erobert. Während des Feldzugs gegen Ungarn 1490 konnte Maximilian I. die Stadt wieder zurückerobern, indem Brucker Bürger den ungarischen Kommandanten gefangen setzten.

### Neuzeit
Die Stadt überstand 1529 den Feldzug des osmanischen Reiches unter Sultan Süleyman I., erlitt allerdings schwere Verluste. Auch unter den späteren Feldzügen (heute Türkenbelagerung genannt) hatte Bruck als Grenzstadt zu leiden.

Bruck an der Leitha um 1873 (Aufnahmeblatt der Landesaufnahme)

1546 erwarb Graf Leonhard IV. von Harrach die Herrschaft über Bruck an der Leitha. Von diesem Zeitpunkt an lebte die Stadt bis ins 19. Jahrhundert unter diesem Adelsgeschlecht. Nach der zweiten großen Türkenbelagerung 1683 erbauten die Einwohner der Stadt 1694 am Hauptplatz als Dank für den Sieg gegen die Osmanen und als Mahnmal gegen die Pest die Dreifaltigkeitssäule (auch Pestsäule genannt), welche heute noch steht.
Im gleichen Jahr wurde auch mit dem Bau der barocken Kirche begonnen (Bau bis 1702; ein späterer Ausbau ging erst 1738 zu Ende). Der heutige Kirchturm war früher ein einfacher Stadtturm, welcher dazu benutzt wurde, um vor sich nähernden Feinden, Feuer innerhalb der Stadt oder anderen Gefahren zu warnen. Die Burg im Norden der Stadt ließ Aloys Thomas Graf Harrach von 1707 bis 1711 von Johann Lukas von Hildebrandt zu dem auch heute noch benutzten barocken Schloss Prugg ausbauen.

### Handwerk der Steinmetzen und Maurer in der Viertelstadt Bruck an der Leitha
Die Viertellade des Steinmetz- und Maurerhandwerkes von Bruck an der Leitha (wie auch von Kaisersteinbruch, Eisenstadt, Pottendorf) war der Wiener Neustädter Hauptlade zugeteilt. Das Zechbuch mit Kassa Einnahmen und Ausgaben belegt das nachdrücklich, ebenso das zeitliche Bestehen.
Ein Beispiel:
Empfang, den 4. Juni 1671 sind bei einem ehrsamen Handwerk auf eingelieferte Rechnungen von Khayser Steinbruch, Pruckh an der Leytha und Eysenstatt gefallen. . 15 Gulden 3 Kreuzer.
Ausgaben, den 22. Mai 1678 für Unkosten, so in Visitierung der Viertelladen Prugg an der Leytta und Kayl. Stainbruch aufgangen. . 8 Gulden 17 Kreuzer.
Im Brucker Zechbuch erhält man auch Auskünfte über Kaisersteinbrucher und Sommereiner Meister, besonders der Familie Kru(c)kenfellner. Die Sommereiner Meister waren bis 1781 dem Handwerk der Steinmetzen und Maurer in Kaisersteinbruch zugeordnet. Ab dem 7. Oktober 1781 wurden diese Meister auf allerhöchsten Befehl der Lade des Brucker Handwerkes inkorporiert.

### Brucker Lager

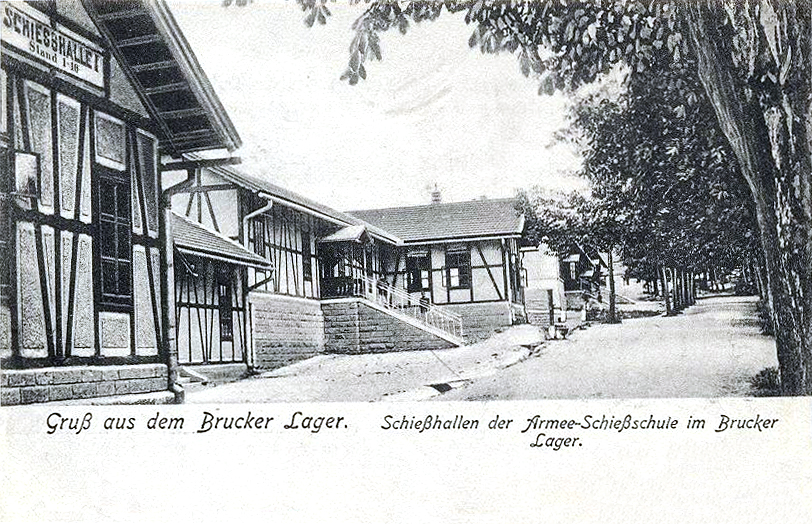
Brucker Lager (um 1900)

Im Jahr 1863 wurde im k.k. Kriegsministerium beschlossen, auf den Wiesen zwischen Pachfurth und Rohrau in der Zeit vom Mai bis Oktober ein Zeltlager für sechs Brigaden einzurichten. Die dort untergebrachten Soldaten hatten in diesen Monaten oft Gelegenheit, die nahegelegene Stadt Bruck zu besuchen. Die Brucker waren von der großen Anzahl dieser Besucher sehr beeindruckt, vor allem Geschäftsleute und Gastwirte erkannten rasch, dass sich hier eine Gelegenheit auftat, neue Kunden zu gewinnen und viel Geld verdienen zu können. Die Brucker merkten, dass hier im Osten Österreichs ein größeres Übungslager errichtet werden sollte, um den verschiedenen Truppenteilen, den Offizieren und Soldaten, eine Schieß- und Gefechtsausbildung vermitteln zu können.
Die Brucker bewarben sich um die Errichtung dieses geplanten Truppenlagers, und bereits 1865 kamen die Vorverhandlungen zum Abschluss. Die Heeresverwaltung forderte aber, nur mit einem einzigen Gesprächspartner, nämlich der Stadtgemeinde Bruck, zu verhandeln. Es sollte das ganze Lagergebiet mit einem Schlag abgegeben werden. Die Stadt musste mit 288 Einzelbesitzern Verhandlungen führen, der Sappberg war ja Weinbaugebiet, und die Weinhauer fürchteten, ihre Existenz zu verlieren. Aber die Preise für die anzukaufenden Gründe waren für die damaligen Verhältnisse sehr hoch, und so waren die Bauern bald bereit zu verkaufen. Die Geschäftsleute waren natürlich voll und ganz für dieses Projekt und auch die Grafen Harrach und Batthyány, die mit dem Militär direkt verhandelten, waren verkaufsbereit.
Am 20. April 1866 traf die kaiserliche Genehmigung ein, und dieser Tag kann als das eigentliche Datum der Errichtung des Brucker Lagers gelten. Nach Klärung aller Punkte wurde am 8. Jänner 1867 der Kaufvertrag unterzeichnet.
1867 wurde das Brucker Lager errichtet, welches bis zum Ersten Weltkrieg als Garnison unter anderem vom bosnisch-herzegowinische Feldjäger-Bataillon benutzt wurde. Es lag ganz auf dem rechten Ufer der Leitha auf ungarischem Boden, also in Bruck-ungarische Seite; die später entstandene Gemeinde Bruck-Neudorf, später Királyhida, das heißt Königsbrücke, gab es noch nicht.

### Erster Weltkrieg
Die Forderungen des Brucker Lagers nach mehr Übungsgelände führten zu Verhandlungen des Stiftes Heiligenkreuz als Grundeigentümer von Kaisersteinbruch samt Ortsteil Königshof mit dem Militärärar. Am 31. Oktober 1912 fanden die von Abt Gregor Pöck verantworteten Verkaufsverhandlungen ihren Abschluss und das Gebiet der Steinbrüche wurde dem k.u.k. Kriegsministerium übergeben. Das Stift erhielt dafür 3.500.000 Kronen und steirische Waldgebiete.
Auf diesem Boden wurde im Ersten Weltkrieg ein Kriegsgefangenenlager für ca. 3.000 Soldaten errichtet, in der Folge im Ständestaat ein Anhaltelager, im Zweiten Weltkrieg das Stalag XVII A, mit ca. 73.000 Soldaten eines der größten Lager im gesamten Reichsgebiet. Die politische Gemeinde Kaisersteinbruch existierte nicht mehr.

### Zweiter Weltkrieg

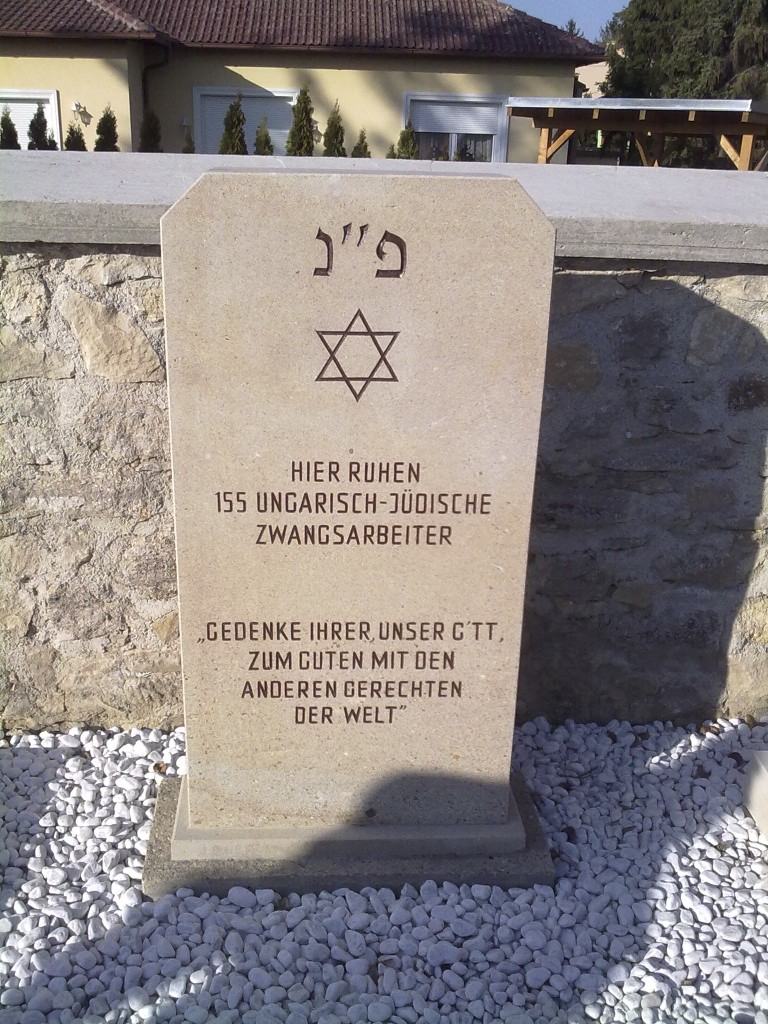
Grabstein

Ab Oktober 1944 wurden ungarische Juden sowie Zwangsarbeiter aus anderen Ländern zu Schanzarbeiten am „Südostwall“ im Bauabschnitt Bruck an der Leitha eingesetzt. Die ungarischen Juden wurden in verschiedenen Scheunen, die sich an der Fischamender Straße und „Am Stadtgut“ befanden, untergebracht. Ein weiteres Lager soll am Heidehof in Bruckneudorf bestanden haben. Zwischen dem 5. Dezember 1944 und dem 26. März 1945 starben 155 ungarische Juden in Bruck vor allem an Kälte, Erschöpfung und Unterernährung. Am 29. März 1945 erfolgte die Evakuierung der jüdischen Zwangsarbeiter auf einem Todesmarsch über Bad Deutsch Altenburg in Richtung des KZ Mauthausen.

### Bevölkerungsentwicklung
| Bruck an der Leitha: Einwohnerzahlen von 1869 bis 2025 | Bruck an der Leitha: Einwohnerzahlen von 1869 bis 2025 | Bruck an der Leitha: Einwohnerzahlen von 1869 bis 2025 | Bruck an der Leitha: Einwohnerzahlen von 1869 bis 2025 | Bruck an der Leitha: Einwohnerzahlen von 1869 bis 2025 |
| ------------------------------------------------------ | ------------------------------------------------------ | ------------------------------------------------------ | ------------------------------------------------------ | ------------------------------------------------------ |
| Jahr                                                   |                                                        |                                                        |                                                        | Einwohner                                              |
| 1869                                                   | 1869                                                   |                                                        | 5.431                                                  | 5.431                                                  |
| 1880                                                   | 1880                                                   |                                                        | 4.983                                                  | 4.983                                                  |
| 1890                                                   | 1890                                                   |                                                        | 5.480                                                  | 5.480                                                  |
| 1900                                                   | 1900                                                   |                                                        | 6.167                                                  | 6.167                                                  |
| 1910                                                   | 1910                                                   |                                                        | 6.907                                                  | 6.907                                                  |
| 1923                                                   | 1923                                                   |                                                        | 6.846                                                  | 6.846                                                  |
| 1934                                                   | 1934                                                   |                                                        | 7.228                                                  | 7.228                                                  |
| 1939                                                   | 1939                                                   |                                                        | 7.816                                                  | 7.816                                                  |
| 1951                                                   | 1951                                                   |                                                        | 7.399                                                  | 7.399                                                  |
| 1961                                                   | 1961                                                   |                                                        | 7.478                                                  | 7.478                                                  |
| 1971                                                   | 1971                                                   |                                                        | 7.529                                                  | 7.529                                                  |
| 1981                                                   | 1981                                                   |                                                        | 7.179                                                  | 7.179                                                  |
| 1991                                                   | 1991                                                   |                                                        | 7.259                                                  | 7.259                                                  |
| 2001                                                   | 2001                                                   |                                                        | 7.311                                                  | 7.311                                                  |
| 2011                                                   | 2011                                                   |                                                        | 7.648                                                  | 7.648                                                  |
| 2021                                                   | 2021                                                   |                                                        | 8.177                                                  | 8.177                                                  |
| 2025                                                   | 2025                                                   |                                                        | 8.687                                                  | 8.687                                                  |
| Quelle(n): Statistik Austria, Gebietsstand 1.1.2021    |                                                        |                                                        |                                                        |                                                        |

## Kultur und Sehenswürdigkeiten

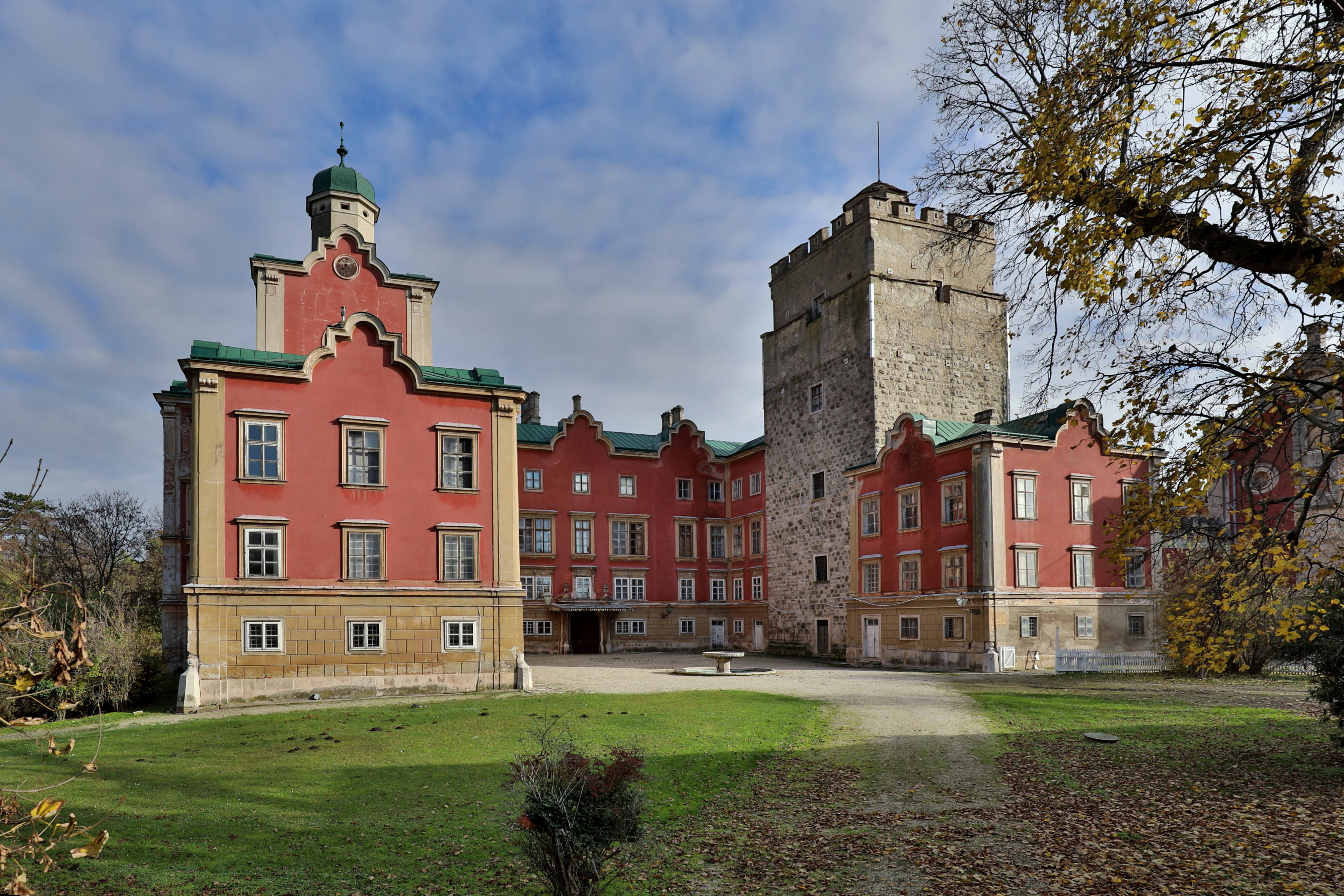
Schloss Prugg

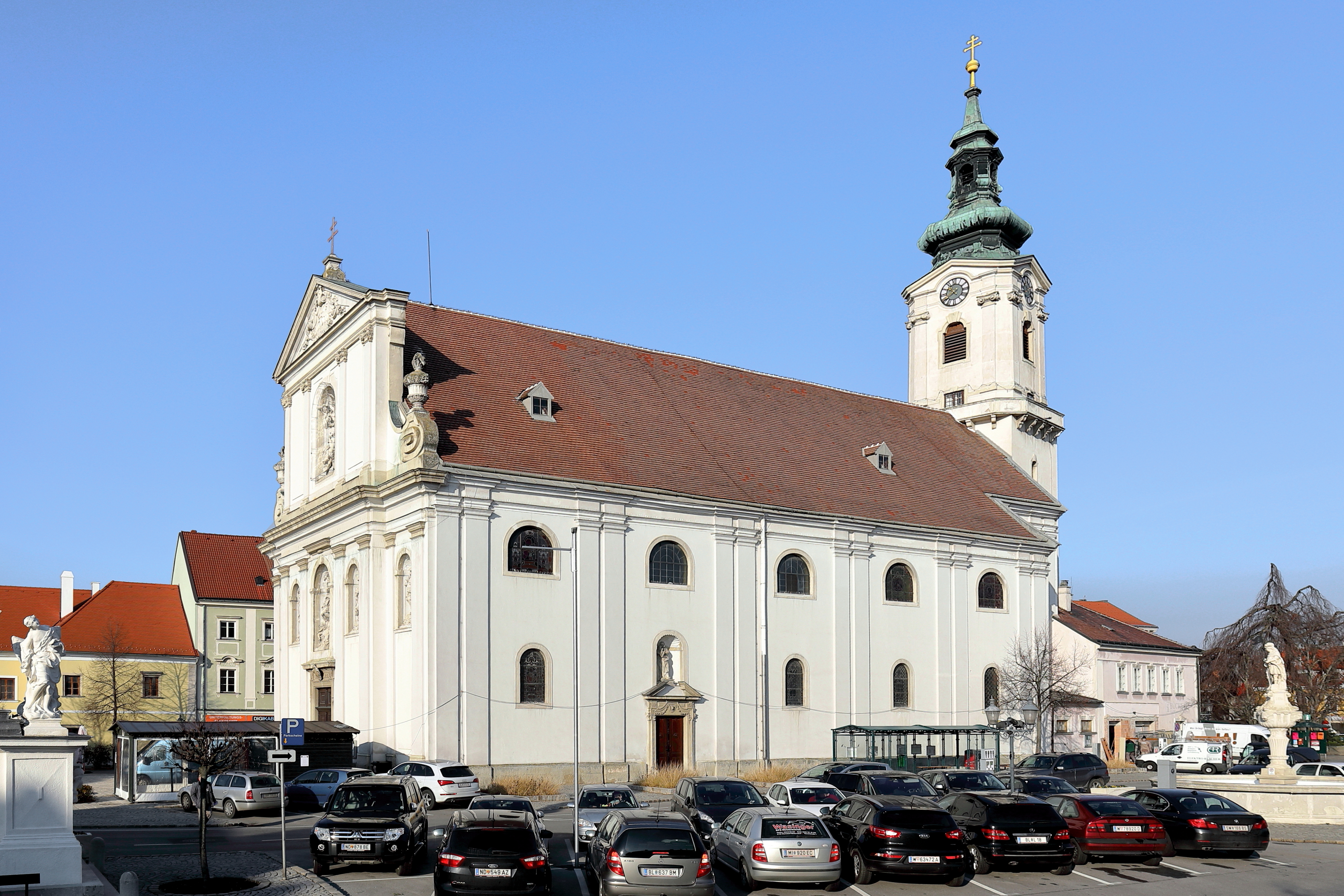
Pfarrkirche Bruck an der Leitha

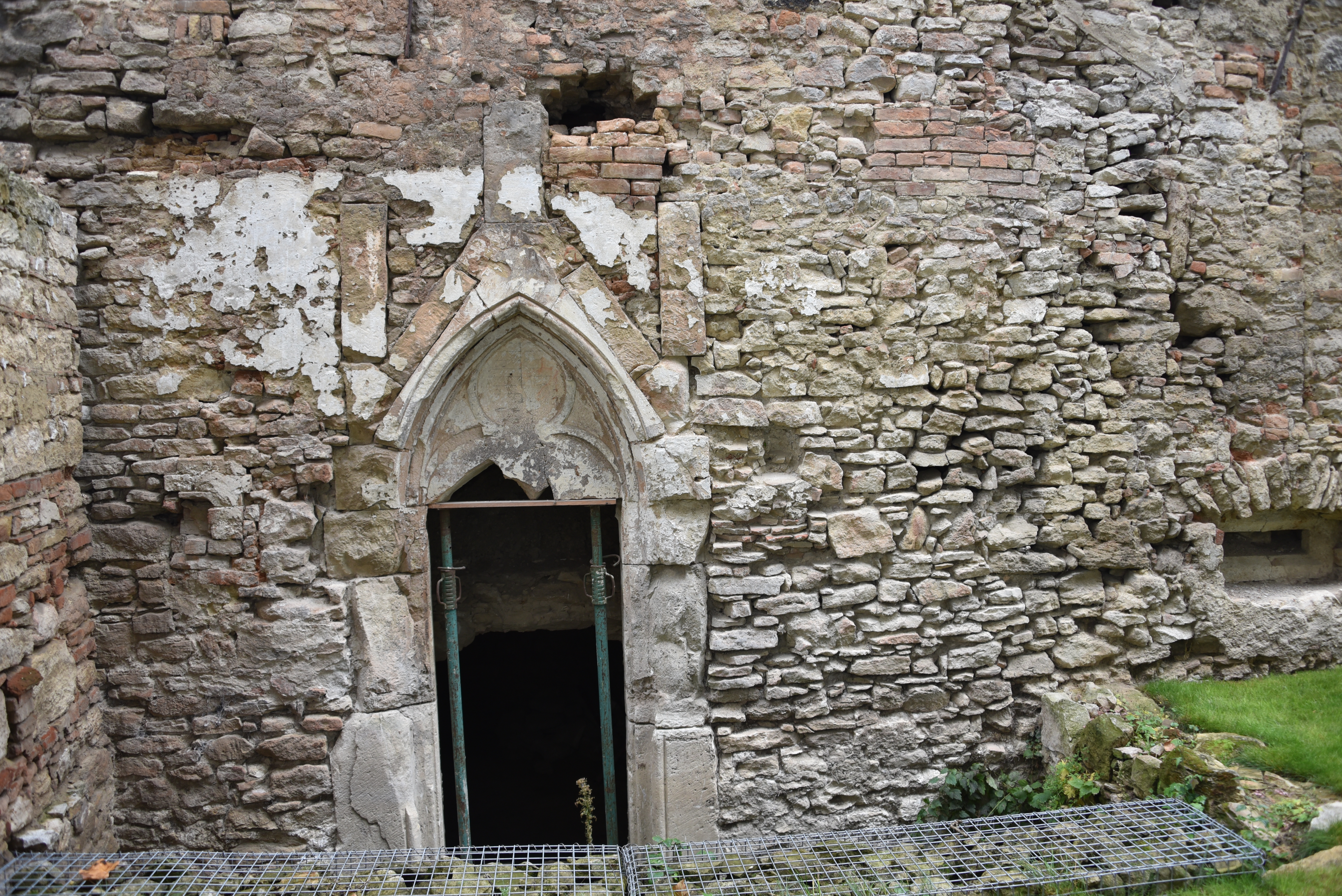
Synagoge Bruck an der Leitha

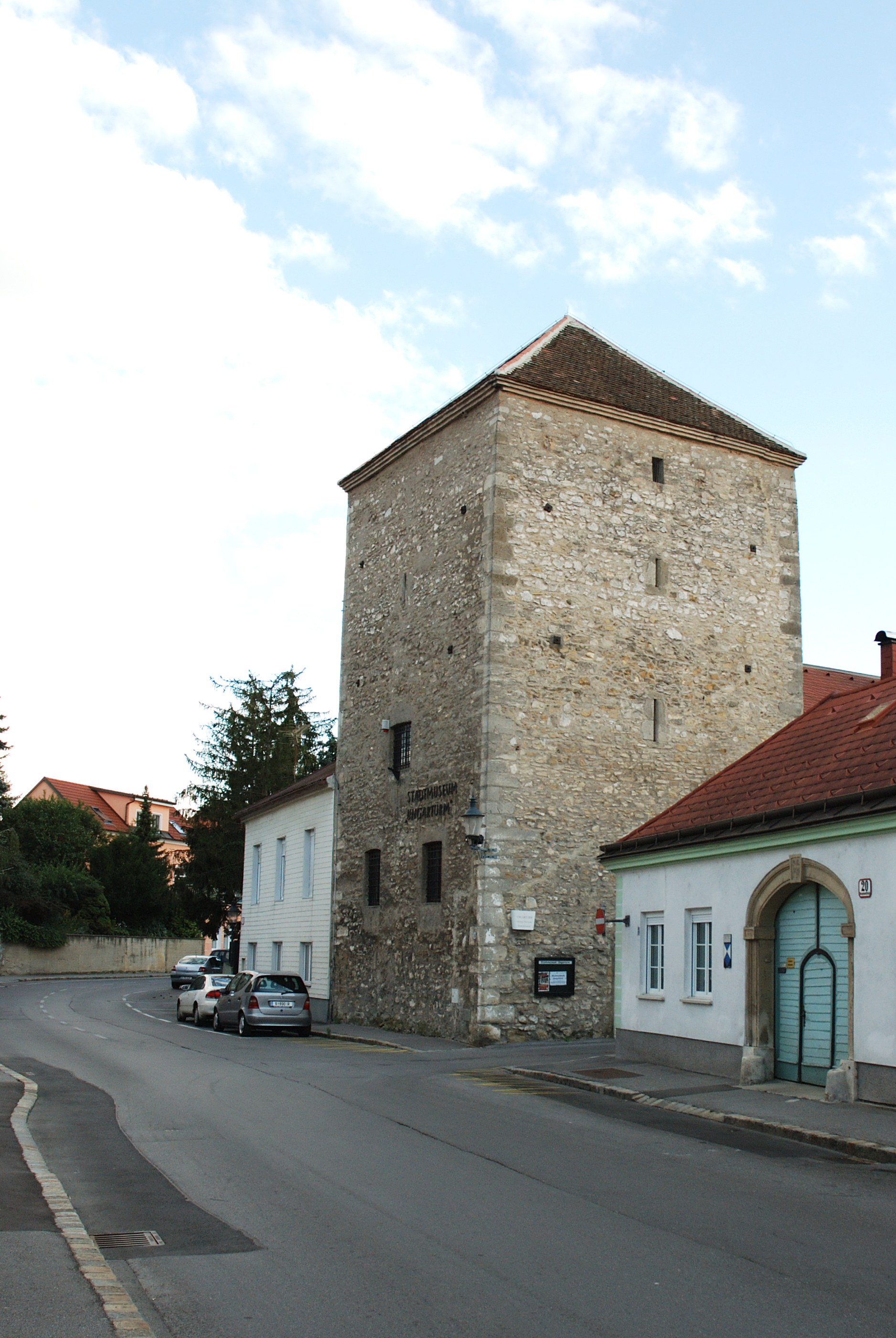
Ungarturm der Stadtbefestigung, Stadtmuseum

- Stadtbefestigung Bruck an der Leitha
- Katholische Pfarrkirche Bruck an der Leitha Hll. Dreifaltigkeit: Die Kirche wurde von 1696 bis 1702 unter Einbeziehung des Stadtturmes errichtet. Dieser ist bis zum Schallgeschoß mittelalterlich (um 1230). Der Umlaufgang wurde im 16. Jahrhundert errichtet und das barocke Glockengeschoß um 1740. Die schmucklose Stirnfront wurde ebenfalls in dieser Zeit (1738–1740) umgebaut. Unter anderem wurde sie mit einem geschoßtrennenden Gebälk, einem giebelbekrönten Obergeschoß und einem dreiachsigen Mittelrisalit gegliedert. Zusätzlich wurden 6 Rundbogennischen für Steinstatuen eingebaut.
- Katholische Pfarrkirche Wilfleinsdorf Hll. Peter und Paul
- Synagoge Bruck an der Leitha
- Schloss Prugg
- Brunnen: Graf Harrach beauftragte 1640 Hofsteinmetzmeister Antonius Bregno mit zwei Brunnen.
- Herrschaftlicher Gutshof mit Prunktreppe für Claudius Florimund Mercy erbaut 1708 von Architekt Johann Lucas von Hildebrandt
- Steinmetzhaus
- Bezirksgericht
- Burg
- Mauerring und Wehrgraben: großteils erhalten

### Theater
- Stadttheater

### Museen
- Kunstturm in der Wiener Gasse
- Museum Ungar-Turm
- Museum Burg
- Pfarrmuseum
- Bauernmuseum
- Vogelmuseum
- Feuerwehrmuseum
- Pfadfindermuseum

### Parks
- Harrachpark
- Bruckmühlpark
- Schulpark

### Freizeit und Sport
- American Football Team Carnuntum Legionaries
- Basketballverein UKJ Foxes Bruck
- Eishockeyverein European Hockey Club Lions
- Fußballverein ASK Bruck an der Leitha
- Fußballverein SC Wilfleinsdorf (2. Klasse Ost)
- Leichtathletik HSV
- Pfadfindergruppe Bruck an der Leitha
- Tennisverein Bruck an der Leitha UTC
- Turn- und Sportunion Bruck an der Leitha

## Wirtschaft und Infrastruktur

### Ansässige Unternehmen
Wichtigster Betrieb ist heute eine Heimtiernahrungsfabrik der Firma Mars Austria OG, einer Tochter von Mars Incorporated.
Früher war in Bruck neben Tulln an der Donau und Siegendorf im Burgenland eine der wichtigsten Zuckerfabriken der Ostregion. Diese wurde aber in den 1980er Jahren geschlossen. Auf dem Gelände entstand die Ölmühle, die einen großen Teil des österreichischen Biodiesels herstellt.
An der A4 gibt es ein Fachmarktzentrum, rund um den Hauptplatz und die Fußgängerzone in der Innenstadt Geschäfte.
Aus dem Jahr 2003 gibt es einen Fördervertrag zwischen ecoplus, Stadtgemeinde Bruck und Regionalinitiative Brucker Werbegemeinschaft sowie der Wirtschaftskammer Niederösterreich, auf den die Gründung der C!TY-Bruck GmbH begründet ist.
In der Gemeinde befindet sich der Windpark Bruck an der Leitha.

### Verkehr
- Straße: Bruck liegt an der Ostautobahn A4, an der Budapester Straße B10.
- Bahn:
  - Der Bahnhof Bruck an der Leitha liegt an dem nach Budapest führenden Ast der Ostbahn mit der S-Bahn-Linie S60 der ÖBB.
  - Die Haltestelle Wilfleinsdorf liegt ebenfalls an der Ostbahn und ist etwa einen Kilometer vom Zentrum des Ortsteils Wilfleinsdorf entfernt. Der von der S60 bediente Bahnhof verfügt nur über zwei Seitenbahnsteige, das etwa 200 Meter entfernt ehemalige Bahnhofsgebäude wird nicht mehr genutzt.
- Wanderweg: Durch Bruck an der Leitha führt der von Frauenkirchen kommende und bis zur Einbindung in den Jakobsweg Österreich in Haslau-Maria Ellend überwiegend im Burgenland verlaufende Jakobsweg Burgenland.

### Öffentliche Einrichtungen

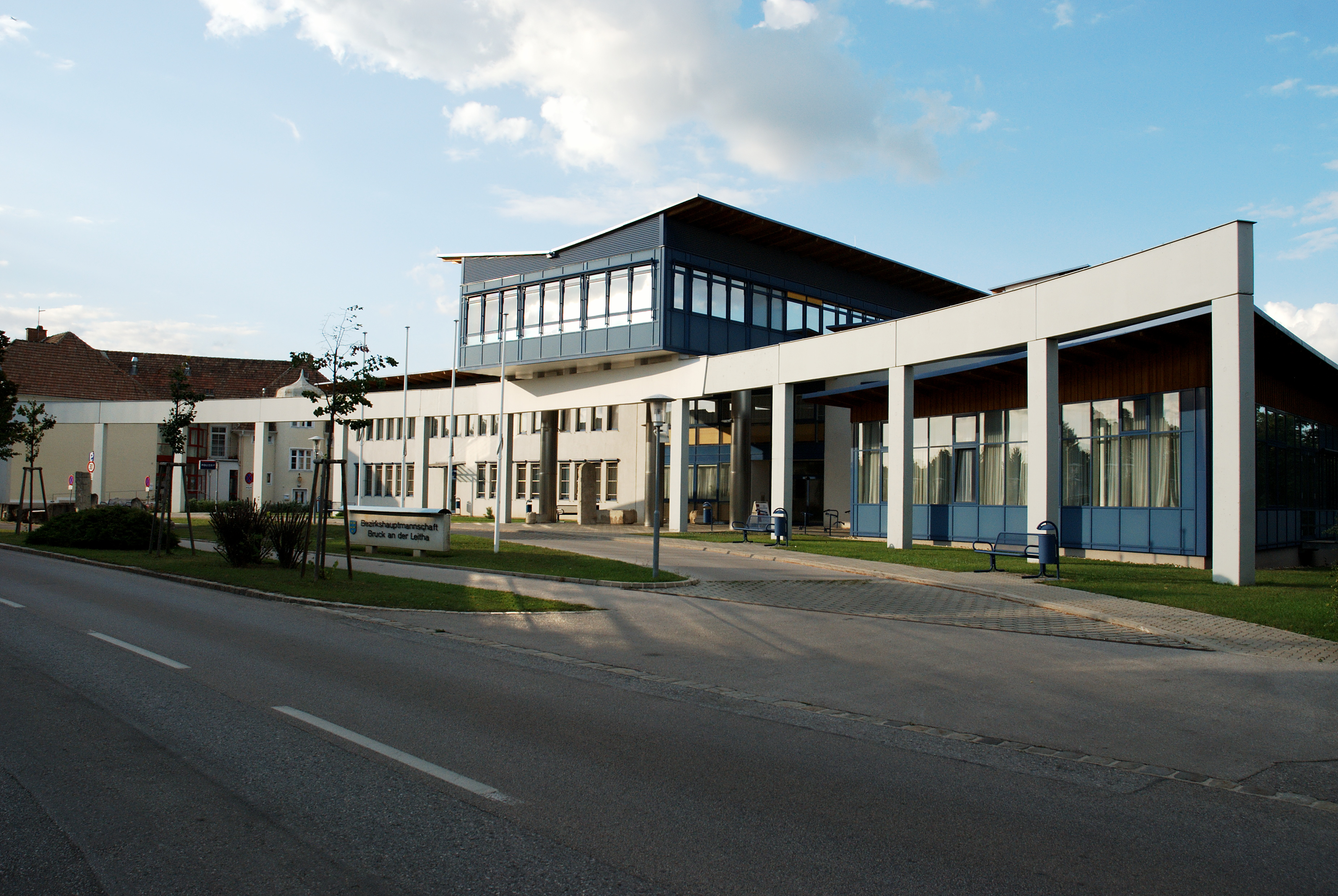
Bezirkshauptmannschaft

- Bezirkshauptmannschaft Bruck an der Leitha
- Bezirksgericht Bruck an der Leitha. Es untersteht nach der österreichischen Justizorganisation dem Landesgericht Korneuburg.
- Bezirkspolizeikommando
- Finanzamt (Finanzamt 38: Bruck – Eisenstadt – Oberwart)

### Bildung (Auswahl)
- drei Kindergärten in Bruck und einer in Wilfleinsdorf
- Volksschule I, Hauptplatz
- Volksschule II, Fischamenderstraße
- Neue Mittelschule I (bis 2011–2012 Hauptschule I), Lagerhausstraße
- Neue Mittelschule II (bis 2011–2012 Hauptschule II), Raiffeisengürtel
- Sonderpädagogisches Zentrum und Allgemeine Sonderschule, Hauptplatz
- Polytechnische Schule, Raiffeisengürtel
- BG/BRG, Fischamenderstraße
- HAK/HASCH, Fischamenderstraße

## Politik

### Gemeinderat
Der Gemeinderat hat 33 Mitglieder.
- Mit den Gemeinderatswahlen in Niederösterreich 1990 hatte der Gemeinderat folgende Verteilung: 17 SPÖ, 14 ÖVP, und 2 Grüne-BRUCK 2001.
- Mit den Gemeinderatswahlen in Niederösterreich 1995 hatte der Gemeinderat folgende Verteilung: 17 SPÖ, 11 ÖVP, 2 Grüne-BRUCK 2001, 2 BA-Bruck aktiv, und 1 FPÖ.
- Mit den Gemeinderatswahlen in Niederösterreich 2000 hatte der Gemeinderat folgende Verteilung: 16 ÖVP, 13 SPÖ, 3 Grüne, und 1 FPÖ.
- Mit den Gemeinderatswahlen in Niederösterreich 2005 hatte der Gemeinderat folgende Verteilung: 17 SPÖ, 14 ÖVP, und 2 Grüne.
- Mit den Gemeinderatswahlen in Niederösterreich 2010 hatte der Gemeinderat folgende Verteilung: 18 SPÖ, 11 ÖVP, 2 Grüne, und 2 FPÖ.
- Mit den Gemeinderatswahlen in Niederösterreich 2015 hatte der Gemeinderat folgende Verteilung: 18 SPÖ, 11 ÖVP, 2 Grüne, und 2 FPÖ.[13]
- Mit den Gemeinderatswahlen in Niederösterreich 2020 hatte der Gemeinderat folgende Verteilung: 20 SPÖ, 8 ÖVP, 2 Bürgerliste Bruck-Wilfleinsdorf, 2 Grüne und 1 FPÖ.[14]
- Mit den Gemeinderatswahlen in Niederösterreich 2025 hat der Gemeinderat folgende Verteilung: 16 SPÖ, 7 ÖVP, 5 Bürgerliste Bruck-Wilfleinsdorf, 3 FPÖ und 2 Grüne.[15]

### Bürgermeister
- 1945–1947 Johann Koppensteiner (SPÖ)
- 1999–2000 Christa Vladyka (SPÖ)
- 2000–2005 Franz Perger (ÖVP)[16]
- 2005–2009 Christa Vladyka (SPÖ)
- 2009–2018 Richard Hemmer (SPÖ)[17]
- seit 2018 Gerhard Weil (SPÖ)

### Wappen
| Wappen der Stadt Bruck an der Leitha | Blasonierung: „In einem roten Schild, der eine goldene, gequaderte Stadtmauer mit rotgeöffnetem Tor und aufgezogenem Fallgitter, überragt von drei ebensolchen goldenen Türmen, der rechte und linke gezinkt, der mittlere höchste, mit einem Spitzdach versehen.“ |
| Wappen der Stadt Bruck an der Leitha | Das Wappen wird seit 2010 verwendet. |

Ehemaliges Wappen

### Gemeindepartnerschaften
- Bruckmühl in Bayern, Deutschland, seit 13. September 1974[19]

## Persönlichkeiten

### Söhne und Töchter der Stadt
- Georg Donberger (1709–1768), Komponist
- Joseph Högl (1741–1780), Steinmetzmeister und Bildhauer
- Anton Stadler (1753–1812), Klarinettist und Freund Mozarts
- Johann Nepomuk Stadler (1755–1804), Klarinettist und Anton Stadlers jüngerer Bruder
- Jakob Braun (1795–1839), erster österreichischer Blindenschüler
- Franz von John (1815–1876), General und Kriegsminister
- Hans von Friebeis (1855–1923), Bürgermeister von Wien
- Julius Strobl (1868–1932), Schauspieler
- Heinrich Kretschmayr (1870–1939), Historiker und Archivar
- Leopold Petznek (1881–1956), sozialdemokratischer Politiker
- C. W. Fernbach (1915–1967), Schauspieler
- Karl Schneider (1918–2003), ÖVP-Politiker
- Georg Schmidt (1927–1990), Fußballtrainer
- Hertha Kratzer (* 1940), Schriftstellerin
- Johannes Huber (* 1946), Mediziner und Theologe
- Ilse Hübner (* 1948), Autorin, Gewinnerin des NÖ-Literaturpreises
- Josef Ernst Köpplinger (* 1964), Theaterintendant und Regisseur
- Roland Stinauer (* 1991), Musiker

### Mit der Stadt verbundene Persönlichkeiten
- Beppo Harrach (* 1979), Rallyefahrer
- Johann Georg Högl (1706–1748), österreichischer Steinmetzmeister und Bildhauer
- Anselm Hörmonseder (1686–1740), Augustiner, Prior des örtlichen Augustinerklosters
- Michael Krickl (1883–1949), niederösterreichischer Heimatdichter, Schuldirektor
- Martin Vögerl (1714–1770), österreichischer Bildhauer
- Johann Georg Wimpassinger (1693–1766), österreichisch, ungarischer Maurermeister, Baumeister
- Rainer Windholz (* 1969), Politiker (SPÖ)